# Zakaj
»Zakaj« je pesem slovenske pevke Tatjane Mihelj.
Izšla je 11. junija leta 2020 v pretočni obliki pri založbi Dallas Records.
Glasbo in besedilo zanjo je napisal Alex Volasko, orkestralno priredbo pa Žiga Pirnat.
Vem, da ostaneš sam... nekoč.— Tatjana Mihelj v zaključku pesmi

## Seznam posnetkov
| Št.             | Naslov          | Besedilo        | Glasba          | Priredba        | Dolžina |
| --------------- | --------------- | --------------- | --------------- | --------------- | ------- |
| 1.              | „Zakaj‟         | A. Volasko      | A. Volasko      | Ž. Pirnat       | 3:36    |
| Skupna dolžina: | Skupna dolžina: | Skupna dolžina: | Skupna dolžina: | Skupna dolžina: | 3:36    |

## Odziv
Pesem »Zakaj« je bila »pesem in pol« Radia Koper.